# Misinto
Misinto is een gemeente in de Italiaanse provincie Monza e Brianza (regio Lombardije) en telt 4512 inwoners (31-12-2004). De oppervlakte bedraagt 5,1 km², de bevolkingsdichtheid is 822 inwoners per km².
De volgende frazioni maken deel uit van de gemeente: Cascina Nuova, Cascina Sant'Andrea.

## Demografie
Misinto telt ongeveer 1673 huishoudens. Het aantal inwoners steeg in de periode 1991-2001 met 11,4% volgens cijfers uit de tienjaarlijkse volkstellingen van ISTAT.Vanwege een beveiligingsprobleem met de MediaWiki Graph-software is het momenteel niet mogelijk deze grafiek weer te geven. Zodra de software is bijgewerkt zal de grafiek vanzelf weer zichtbaar worden.Sinds 2000 zijn de inwoners van de gemeente Lombardije gestaag toegenomen, in tegenstelling tot de naastgelegen gemeente Lazzate, die sinds 2000 niet meer inwoners heeft gekregen.

## Geografie
De gemeente ligt op ongeveer 250 m boven zeeniveau.
Misinto grenst aan de volgende gemeenten: Lentate sul Seveso, Lazzate, Rovellasca (CO), Rovello Porro (CO), Cogliate.